# TorrentFreak
TorrentFreak（トレントフリーク、TF）は、BitTorrentプロトコルとファイル共有、並びに著作権侵害とデジタル権に関する最新のニュースとトレンドを報告することに焦点を置いたブログ。
このウェブサイトは、2005年11月に偽名「Ernesto Van Der Sar」を名乗るオランダ人によって開設された。海賊党の創設者であるリッキャード・ファルクヴィンゲが定期的に寄稿している。TorrentFreakのテキストは、クリエイティブ・コモンズ・ライセンスに基づくフリーコンテントとなっている。
主任研究員とコミュニティマネージャーは、海賊党活動家のアンドリュー・ノートンが務めている。

## 専門分野
カナダの法学者マイケル・ガイストによると、TorrentFreakは「デジタルに関連する問題の最初の情報源として広く引用されている」。例としては、ガーディアン、CNN、ウォール・ストリート・ジャーナルがある。